# Jinshazhou
Jinshazhou (in cinese: 金沙洲S, Jīnshā ZhōuP) è un'isola situata a nord-ovest, tra Canton e Foshan nel Guangdong, in Cina. Si estende per circa 27 km². Considerata come la  metropoli di Canton e Foshan, con il fiume Baisha ad est..
L'isola è amministrata contemporaneamente dal distretto di Distretto di Baiyun, dal Distretto di Canton, dal Distretto di Huangqi (cinese: 黄歧) da  Lishui del distretto di Nanhai, e dal Distretto di Foshan. La parte occidentale appartiene a Canton ed occupa circa un terzo della sua superficie totale, ossia circa 9 Km² . Questa è una delle zone di maggior sviluppo industriale della città di Canton.